# Auxant
Auxant là một xã ở tỉnh Côte-d'Or trong vùng Bourgogne-Franche-Comté, phía đông nước Pháp. Khu vực này có độ cao trung bình 395 mét trên mực nước biển.

## Dân số
| Năm | 1962 | 1968 | 1975 | 1982 | 1990 | 1999 | 2004 |
| --- | ---- | ---- | ---- | ---- | ---- | ---- | ---- |
| Dân số | 52   | 68   | 57   | 54   | 44   | 39   | 51   |
| From the year 1962 on: No double counting—residents of multiple communes (e.g. students and military personnel) are counted only once. 2004: Provisional population (annual survey). |      |      |      |      |      |      |      |